# Lynnfield (microprocessore)
Lynnfield è il successore del processore Intel Core 2 Quad basato sul core Yorkfield e dedicato al settore desktop. È basato sull'architettura Nehalem, successiva all'Intel Core Microarchitecture, originariamente introdotta nel settore desktop dal core Conroe nel corso del 2006 (e commercializzato come Core 2 Duo). L'arrivo sul mercato inizialmente era previsto nel corso del primo trimestre 2009 ma successivamente, nel corso del mese di settembre 2008, si è saputo che Intel aveva deciso di posticipare tale lancio alla seconda metà del 2009, e tale lancio è poi effettivamente avvenuto l'8 settembre.

## Nome commerciale
Con il lancio della nuova architettura Nehalem Intel ha deciso di utilizzare dei "differenziatori" per distinguere i modelli destinati alle varie fasce di mercato, e di conseguenza alcuni core sono alla base di processori con differenti nomi commerciali, a seconda delle caratteristiche intrinseche di ciascun modello e quindi della fascia di mercato cui viene destinato.
I primi prodotti basati sulla nuova architettura, e conosciuti con il nome in codice Bloomfield, sono arrivati sul mercato a fine 2008, vengono commercializzati con il nome di Core i7 e Core i7 Extreme, e sono pensati per la fascia alta del mercato desktop. Il core Lynnfield è disponibile anch'esso, in alcune versioni, come Core i7 ma utilizza tutt'altro socket, oltre ad avere diverse differenze dal core Bloomfield. Sono disponibili anche alcune varianti commercializzate sotto il marchio di Core i5.

## Caratteristiche tecniche

### Processo produttivo
Si tratta ancora di una CPU a 4 core costruita mediante processo produttivo a 45 nm ma realizzata secondo un approccio costruttivo a Die Monolitico, e non unendo 2 die dual core in un unico package, come avviene in Yorkfield.
A differenza di quanto avvenuto in passato in tutte le ultime generazioni di architetture Intel, in cui la cache era divisa in 2 livelli, in Lynnfield ne sono presenti 3. Ogni core ha una propria cache L1 da 64 KB (divisa a sua volta in 2 blocchi da 32 KB, per le istruzioni e per i dati, al pari di quanto avviene per la precedente architettura Core), e una propria cache L2 da 256 KB (a differenza della cache L2 da 4 o 6 MB condivisa tra tutti i core dell'architettura precedente) con associatività a 8 vie; a queste si aggiunge un'ulteriore cache L3 da 8 MB, associativa a 16 vie, che viene condivisa tra tutti i core e che è, tra l'altro, di tipo inclusivo.
Al posto del tradizionale bus Quad Pumped introdotto da Intel con il primo Pentium 4 Willamette e mantenuto fino agli ultimi esponenti dell'architettura "Core", non viene utilizzato il nuovo Intel QuickPath Interconnect (QPI), che sarebbe in pratica analogo all'HyperTransport di AMD, e che è invece implementato nella controparte "Extreme" dedicata alla fascia alta del mercato desktop, Bloomfield. Viene invece integrato un controller PCI Express 2.0 16x (non presente in Bloomfield) e un collegamento Direct Media Interface diretto con il southbridge responsabile della gestione delle periferiche di I/O collegate al sistema.
Sebbene non sia presente il nuovo BUS seriale, una piccola ispirazione da parte di Intel nei confronti di quanto fatto da AMD nel corso degli ultimi anni, è stata mantenuta con l'integrazione del controller della memoria RAM di tipo Dual Channel a 64 bit (in Bloomfield è invece a 3 canali) che supporta memorie DDR3.
A questo punto è utile osservare che avendo integrato il controller della memoria e la gestione del BUS PCI Express 2.0, le motherboard non devono più impiegare un chipset composto, come da tradizione, da northbridge e southbridge, ma solo da quest'ultimo, dato che le funzioni del primo sono completamente integrate nella CPU.
Il consumo è di circa 95 W, mentre per quanto riguarda il socket, esso è il nuovo LGA 1156 (che ha sostituito l'LGA 1160 nei piani di Intel). Inizialmente in realtà erano state annunciate anche versioni prive del controller di memoria integrato e installabili nel Socket H (715 pin), ma nelle ultime notizie di fine 2007 queste versioni "ridotte" non sono più state menzionate; non è da escludere che Intel abbia deciso di integrare il controller di memoria in tutte le varianti di Lynnfield, così da non dover differenziarne la produzione e contenere i costi realizzativi.
Se si confronta una CPU Lynnfield con una basata sulla precedente architettura "Core" si nota come le dimensioni "fisiche" del package siano le stesse, ma ovviamente il cambio di socket e alcuni incavi laterali ne impediscono la reciproca sostituzione all'interno della stessa piattaforma. A differenza di Bloomfield, che ha una forma rettangolare, Lynnfield è rimasto alla tradizionale forma quadrata. L'assenza del BUS QPI e la presenza del controller PCI Express invece, cambiano leggermente la struttura interna del processore rispetto a Bloomfield, e ne aumentano il numero di transistor; la nuova CPU ne integra 774 milioni (dei quali più di 400 milioni compongono i 3 livelli di cache), contro i 731 milioni del processore più potente e di conseguenza, anche la superficie totale cambia, 296 mm² per Lynnfield contro 263 mm² per Bloomfield.

#### Sfruttamento della cache di ultimo livello
Nei processori dual core e multi core si pone il problema di come sfruttare la grande dotazione di cache L2 e come gestirne l'accesso da parte dei vari core. L'approccio a die monolitico cui si è accennato poco sopra è solo uno degli approcci possibili nella realizzazione, e ognuno di questi comporta pro e contro relativamente ai metodi di fruizione di questa preziosa memoria aggiuntiva. Buona parte di questi aspetti è evidenziata nella voce Architettura dual core#Architettura della cache condivisa, in cui si fa riferimento anche ad altri processori che sfruttano i differenti approcci.

#### Importanti considerazioni sul consumo dichiarato
È importante sottolineare che per fare un confronto tra i consumi di queste nuove soluzioni con quelle che le hanno precedute sul mercato, è necessario considerare che nella stima del consumo del nuovo core viene incluso anche quello legato alle funzioni che un tempo erano demandate al northbridge del chipset. Di conseguenza, il consumo sopracitato, molto simile a quello dichiarato per il predecessore di Lynnfield, è in realtà più basso se confrontato con la somma tra il consumo di Yorkfield e quello del northbridge del chipset.

### Tecnologie implementate
Oltre alle ormai scontate istruzioni MMX, SSE, SSE2, SSE3, EM64T e XD-bit, è stato implementato anche l'intero set di istruzioni SSE4. A fine 2007 con i primi processori a 45 nm (basati però su architettura "Core") Intel aveva già iniziato l'introduzione di queste nuove istruzioni ma si era limitata a 47 istruzioni sulle 54 previste dal set SSE4 completo, e per questo motivo il produttore indicava questa prima implementazione, limitata, come SSE4.1 (dove .1 indica la prima versione); in tutti i processori basati sull'architettura Nehalem invece, verrà integrato l'intero set delle istruzioni, indicato come SSE4.2.
Non mancano ovviamente la tecnologia di virtualizzazione Vanderpool e quella di risparmio energetico SpeedStep, che nelle nuove CPU vanta decisi miglioramenti; grazie alla nuova tecnologia Power Gate infatti, Lynnfield è in grado di rallentare e accelerare la frequenza di ogni core individualmente a seconda della specifica occupazione e arrivare addirittura allo "spegnimento" di quelle aree della CPU che risulteranno inutilizzate, forse addirittura gli interi core, riducendone la tensione a zero, e non limitandosi a diminuirne le richieste energetiche. A questa tecnologia se ne unisce anche un'altra esattamente duale, chiamata Intel Turbo Mode che è in sostanza il nuovo nome della Intel Dynamic Acceleration già vista nei Core 2 Duo Merom e Penryn alla base delle piattaforme Centrino Duo Santa Rosa e Centrino 2 Montevina. L'architettura Nehalem porta tale tecnologia in tutti i settori di mercato e grazie ad essa è possibile aumentare il clock dei soli core utilizzati in modo da velocizzare l'elaborazione di quelle particolari applicazioni che non sono in grado di sfruttare adeguatamente un processore multi core. Avendo meno core attivi, consente infatti di aumentare il clock (e quindi il consumo) dei core rimanenti senza eccedere le specifiche della CPU stessa.
Anche la gestione del calore dissipato ha visto importanti miglioramenti: a differenza di quanto avveniva nei processori precedenti, che al raggiungimento di una certa temperatura abbassavano istantaneamente il proprio clock al valore più basso possibile, in Lynnfield il clock viene abbassato progressivamente fino al raggiungimento della temperatura adeguata.
È da evidenziare l'implementazione della nuova tecnologia Simultaneous Multi-Threading, evoluzione della vecchia Hyper-Threading (ma basata su principi completamente diversi), ormai abbandonata da parte del produttore statunitense, e in grado di raddoppiare il numero di thread elaborabili dalla CPU. Dato che Lynnfield ha 4 core, è in grado di gestire 8 thread contemporaneamente.

#### Diverso intervento della Tecnologia Turbo Mode in Core i5 e Core i7
La tecnologia Turbo Mode è stata integrata sia nelle CPU marchiate Core i5, sia in quelle Core i7, ma con alcune differenze di base. Nelle versioni più economiche, Core i5, essa opera su 4 livelli differenti di clock a seconda del numero di core utilizzati, mentre nelle versioni superiori essa agisce su 5 livelli differenti di frequenza; ogni livello è pari a 133 MHz ovvero la velocità del BUS interno del processore. Di seguito vengono riportati i differenti livelli a seconda della serie di CPU:
- Processori Core i7 serie 800:
  - 1 core occupato - aumento fino a 5 livelli
  - 2 core occupato - aumento fino a 4 livelli
  - 4 core occupato - aumento fino a 2 livelli
- Processori Core i5 serie 700:
  - 1 core occupato - aumento fino a 4 livelli
  - 2 core occupato - aumento fino a 3 livelli
  - 4 core occupato - aumento fino a 1 livello

## Versione "Extreme": non è basata su Lynnfield ma su Bloomfield
Al momento è previsto che Lynnfield sia limitato alla fascia media del mercato desktop, mentre per le fasce superiori, allontanandosi da quanto fatto finora, Intel offre già da quasi un anno agli utenti più esigenti un processore interamente dedicato, Bloomfield, derivato direttamente dall'esperienza in ambito server degli Xeon DP (Bloomfield è infatti molto simile allo Xeon DP Gainestown a parte il mancato supporto a configurazioni biprocessore). L'utilizzo dello stesso socket utilizzato nel settore server comporta una separazione netta tra i settori di mercato, aumentando di conseguenza i prezzi per gli utenti finali dato che la componentistica alla base dei sistemi basati su Bloomfield deriva necessariamente dal settore server; inoltre, tale scelta progettuale costringe gli utenti di fascia più alta all'utilizzo di una motherboard diversa (cambia il socket e i canali della RAM) per poter impiegare una CPU di fascia alta.

## Controparte mobile
Lynnfield condivide il proprio progetto con il core Clarksfield destinato all'impiego in ambito mobile, come successore del Core 2 Duo Penryn nei sistemi Centrino 2. Le caratteristiche tecniche sono identiche, eccettuato i consumi che in Clarksfield scendono a 45/55 W.

## Chipset supportati
Lynnfield, come Arrandale (ovvero il processore dual core destinato alla stessa fascia di mercato e che ha preso il posto del progetto Havendale originariamente previsto), viene abbinato al chipset Ibex Peak e va a costituire la nuova piattaforma Piketon (Havendale invece farà parte della piattaforma Kings Creek). Il nome commerciale di questo chipset è P55, che a differenza del chipset Tylersburg che viene utilizzato già dalla fine del 2008 in abbinamento al processore Bloomfield e commercializzato nella variante X58, è di tipo a singolo chip dato che le funzionalità svolte tradizionalmente dal northbridge sono state integrate nella CPU stessa.

## Confronto tra Lynnfield e Yorkfield
Se si mettono a confronto le prestazioni del Core i7 860 (2,8 GHz per un costo a listino di 285 $) con quelle del Core 2 Quad Q9550 (2,83 GHz per un costo a listino di 266 $) si nota come la nuova CPU a parità di numero di core, clock e prezzo, sia in grado di fornire prestazioni superiori mediamente del 27,5% con punte del 50% in quelle applicazioni che beneficiano direttamente della presenza della tecnologia SMT, ovvero quelle multimediali che per loro natura sono altamente multi thread.
Se si mette invece a confronto il Core i5 750 (2,66 GHz per un costo a listino di 198 $) con il Core 2 Quad Q9400 (2,66 GHz per un costo a listino di 183 $), entrambi sprovvisti della tecnologia SMT, il vantaggio della nuova soluzione è mediamente del 21% con punte per le applicazioni che beneficiano della presenza del controller della memoria integrato.
Anche il confronto diretto tra i Core i7 e i Core i5, la cui maggiore differenza è la presenza nei primi della tecnologia SMT, delinea un chiaro vantaggio delle soluzioni più potenti: a parità di clock si hanno incrementi medi del 15%.

## Prezzi delle varie versioni al momento del lancio
Come detto, Lynnfield viene commercializzato sia come Core i5 che come Core i7; di seguito i modelli presentati l'8 settembre 2009:
- Core i7 870 - 555 $
- Core i7 860 - 285 $
- Core i5 750 - 199 $

### Modelli ancora attesi sul mercato
Nel primo trimestre del 2010 inoltre, sono attesi 2 ulteriori modelli dal consumo più contenuto secondo la stessa filosofia utilizzata in precedenza anche per alcuni specifici modelli di Core 2 Quad Yorkfield:
- Core i7 860s - clock a 2,53 GHz, 8 MB di cache L3, RAM 2-channel DDR3-1333, 82 W, SMT, Turbo Mode (fino a 3,46 GHz) - 337 $
- Core i5 750s - clock a 2,4 GHz, 8 MB di cache L3, RAM 2-channel DDR3-1333, 82 W, no SMT, Turbo Mode (fino a 3,2 GHz) - 259 $

## Lynnfield anche sui server monoprocessore
Al pari di quanto fatto anche con il core Bloomfield (e i suoi predecessori), Intel continua ad utilizzare il core pensato per l'ambito desktop, in questo caso Lynnfield, anche nel settore dei server monoprocessore basati su Xeon UP (Unique Processor). Si tratta in sostanza di usare le stesse versioni di processore destinate normalmente al mercato desktop in sistemi pensati per l'ambito server, quindi abbinati a particolari motherboard e memorie RAM con particolari requisiti di affidabilità e prestazioni. È un modo per creare soluzioni con gli stessi requisiti di un server, senza la necessità di implementare le costose soluzioni biprocessore Xeon DP.
Di seguito i modelli che sono stati presentati contemporaneamente alle varianti desktop:
- Xeon UP X3470 - 589 $
- Xeon UP X3460 - 316 $
- Xeon UP X3450 - 241 $
- Xeon UP X3440 - 215 $
- Xeon UP X3430 - 189 $

e una versione a voltaggio ridotto (Low Voltage):
- Xeon UP L3426 - 284 $

## Modelli arrivati sul mercato
La tabella seguente mostra i modelli di Core i5, Core i7 e Xeon UP, basati su core Lynnfield, arrivati sul mercato. Molti di questi condividono caratteristiche comuni pur essendo basati su diversi core; per questo motivo, allo scopo di rendere maggiormente evidente tali affinità e "alleggerire" la visualizzazione alcune colonne mostrano un valore comune a più righe. Di seguito anche una legenda dei termini (alcuni abbreviati) usati per l'intestazione delle colonne:
- Nome Commerciale: si intende il nome con cui è stato immesso in commercio quel particolare esemplare.
- Data: si intende la data di immissione sul mercato di quel particolare esemplare.
- Socket: lo zoccolo della scheda madre in cui viene inserito il processore. In questo caso il numero rappresenta oltre al nome anche il numero dei pin di contatto.
- N°C.: sta per "numero di core" e si intende il numero di core montati sul package: 1 se "single core", 2 se "dual core", 4 se "quad core", ecc.
- Clock: la frequenza di funzionamento del processore.
- Molt.: sta per "Moltiplicatore" ovvero il fattore di moltiplicazione per il quale bisogna moltiplicare la frequenza di bus per ottenere la frequenza del processore.
- Pr.Prod.: sta per "Processo produttivo" e indica tipicamente la dimensione dei gate dei transistors (180 nm, 130 nm, 90 nm) e il numero di transistor integrati nel processore espresso in milioni.
- Voltag.: sta per "Voltaggio" e indica la tensione di alimentazione del processore.
- Watt: si intende il consumo massimo di quel particolare esemplare.
- Ram: indica la presenza del controller per la memoria RAM integrato nel processore, il numero di canali supportati e la frequenza massima.
- Bus: frequenza del BUS interno alla CPU.
- QPI: velocità del BUS seriale introdotto da Intel con l'architettura Nehalem e che mette in comunicazioni i processori tra loro e con il chipset. La sua velocità viene indicata in GT/s invece che in MHz.
- PCI: indica la presenza del controller PCI Express 2.0 per la gestione delle schede video discrete e il numero di linee per ogni slot.
- Cache: dimensione delle cache di 1º e 2º livello.
- XD: sta per "XD-bit" e indica l'implementazione della tecnologia di sicurezza che evita l'esecuzione di codice malevolo sul computer.
- 64: sta per "EM64T" e indica l'implementazione della tecnologia a 64 bit di Intel.
- HT: sta per "Hyper-Threading" e indica l'implementazione della esclusiva tecnologia Intel che consente al sistema operativo di vedere 2 core "logici" per ogni core "fisico".
- ST: sta per "SpeedStep Technology" ovvero la tecnologia di risparmio energetico sviluppata da Intel e inserita negli ultimi Pentium 4 Prescott serie 6xx per contenere il consumo massimo.
- TM: sta per "Turbo Mode" ovvero la tecnologia che aumenta il clock dei soli core utilizzati in modo da velocizzare l'elaborazione di quelle particolari applicazioni che non sono in grado di sfruttare adeguatamente un processore multi core.
- VT: sta per "Vanderpool Technology", la tecnologia di virtualizzazione che rende possibile l'esecuzione simultanea di più sistemi operativi differenti contemporaneamente.

| Core i5 / Core i7 | Core i5 / Core i7 | Core i5 / Core i7 | Core i5 / Core i7 | Core i5 / Core i7  | Core i5 / Core i7 | Core i5 / Core i7 | Core i5 / Core i7 | Core i5 / Core i7 | Core i5 / Core i7 | Core i5 / Core i7 | Core i5 / Core i7 | Core i5 / Core i7 | Core i5 / Core i7           | Core i5 / Core i7 | Core i5 / Core i7 | Core i5 / Core i7 | Core i5 / Core i7 | Core i5 / Core i7 | Core i5 / Core i7 |
| Nome Commerciale  | Data              | Socket            | N°C.              | Clock              | Molt.             | Pr.Prod.          | Voltag.           | Watt              | Ram               | Bus               | QPI               | PCI               | Cache                       | XD                | 64                | HT                | ST                | TM                | VT                |
| ----------------- | ----------------- | ----------------- | ----------------- | ------------------ | ----------------- | ----------------- | ----------------- | ----------------- | ----------------- | ----------------- | ----------------- | ----------------- | --------------------------- | ----------------- | ----------------- | ----------------- | ----------------- | ----------------- | ----------------- |
| Core i5 750       | 8/set/2009        | 1156              | 4                 | 2,66 GHz (3,2 GHz) | 20x               | 45 nm 774 mil.    | 1,17 V            | 95 W              | 2-DDR3 1333       | 133 MHz           | ---               | 1x16 / 2x8        | L1=4x64KB L2=4x256KB L3=8MB | Sì                | Sì                | No                | Sì                | Sì                | Sì                |
| Core i7 860       | 8/set/2009        | 1156              | 4                 | 2,8 GHz (3,46 GHz) | 21x               | 45 nm 774 mil.    | 1,17 V            | 95 W              | 2-DDR3 1333       | 133 MHz           | ---               | 1x16 / 2x8        | L1=4x64KB L2=4x256KB L3=8MB | Sì                | Sì                | Sì                | Sì                | Sì                | Sì                |
| Core i7 870       | 8/set/2009        | 1156              | 4                 | 2,93 GHz (3,6 GHz) | 22x               | 45 nm 774 mil.    | 1,17 V            | 95 W              | 2-DDR3 1333       | 133 MHz           | ---               | 1x16 / 2x8        | L1=4x64KB L2=4x256KB L3=8MB | Sì                | Sì                | Sì                | Sì                | Sì                | Sì                |
| Xeon UP           |                   |                   |                   |                    |                   |                   |                   |                   |                   |                   |                   |                   |                             |                   |                   |                   |                   |                   |                   |
| Xeon UP X3430     | 8/set/2009        | 1156              | 4                 | 2,4 GHz (N.A.)     | 18x               | 45 nm 774 mil.    | 1,17 V            | 95 W              | 2-DDR3 1333       | 133 MHz           | ---               | 1x16 / 2x8        | L1=4x64KB L2=4x256KB L3=8MB | Sì                | Sì                | No                | Sì                | Sì                | Sì                |
| Xeon UP X3440     | 8/set/2009        | 1156              | 4                 | 2,53 GHz (N.A.)    | 19x               | 45 nm 774 mil.    | 1,17 V            | 95 W              | 2-DDR3 1333       | 133 MHz           | ---               | 1x16 / 2x8        | L1=4x64KB L2=4x256KB L3=8MB | Sì                | Sì                | Sì                | Sì                | Sì                | Sì                |
| Xeon UP X3450     | 8/set/2009        | 1156              | 4                 | 2,66 GHz (3,2 GHz) | 20x               | 45 nm 774 mil.    | 1,17 V            | 95 W              | 2-DDR3 1333       | 133 MHz           | ---               | 1x16 / 2x8        | L1=4x64KB L2=4x256KB L3=8MB | Sì                | Sì                | Sì                | Sì                | Sì                | Sì                |
| Xeon UP X3460     | 8/set/2009        | 1156              | 4                 | 2,8 GHz (3,46 GHz) | 21x               | 45 nm 774 mil.    | 1,17 V            | 95 W              | 2-DDR3 1333       | 133 MHz           | ---               | 1x16 / 2x8        | L1=4x64KB L2=4x256KB L3=8MB | Sì                | Sì                | Sì                | Sì                | Sì                | Sì                |
| Xeon UP X3470     | 8/set/2009        | 1156              | 4                 | 2,93 GHz (3,6 GHz) | 22x               | 45 nm 774 mil.    | 1,17 V            | 95 W              | 2-DDR3 1333       | 133 MHz           | ---               | 1x16 / 2x8        | L1=4x64KB L2=4x256KB L3=8MB | Sì                | Sì                | Sì                | Sì                | Sì                | Sì                |
| Xeon UP L3426     | 8/set/2009        | 1156              | 4                 | 1,86 GHz (N.A.)    | 14x               | 45 nm 774 mil.    | N.A.              | 45 W              | 2-DDR3 1333       | 133 MHz           | ---               | 1x16 / 2x8        | L1=4x64KB L2=4x256KB L3=8MB | Sì                | Sì                | Sì                | Sì                | Sì                | Sì                |

Nota: la tabella soprastante è un estratto di quelle complete contenute nelle pagine del Core i5, del Core i7 e dello Xeon.

## Il successore
Al momento Intel non ha ancora annunciato alcun successore per il core Lynnfield. In ogni caso, secondo la strategia Intel, dovrebbe trattarsi di un processore appartenente alla seconda generazione di CPU basate su architettura Nehalem e prodotto a 32 nm, che al momento viene indicata mediante il nome in codice Westmere.